# Nils Arfwidsson
Nils Arfwidsson, född 7 maj 1802 i Göteborg, död 14 april 1880 i Stockholm, var en svensk ämbetsman, journalist och författare.

## Biografi
Föräldrar var bergsrådet Niklas Arfwidsson och hans hustru Anna Margareta von Jacobsson, dotter till en adlad affärsman i Göteborg. Familjen flyttade till Skara, men fadern avled 1813 och familjen miste all sin egendom i en konkurs. Även modern avled strax därefter. Med användning av sina goda kunskaper i franska, engelska och musik lyckades Arfvidsson 1820 ta kansliexamen i Uppsala. Snart blev det dock känt av greve Lars von Engeström att Arfwidsson brukade besöka ett kafé vid Regeringsgatan, kallat Café des Indépendents, och därmed var hans utsikter för befordran tillintetgjorda.

### Publicisten
Han lyckades inte komma in på den diplomatiska banan, utan kom istället att ägna sig åt konst- och literaturkritik i pressen. Han fick ett så gott namn att Svenska akademien 1828 erbjöd honom att ta över redaktionen av Post- och Inrikes Tidningar, där han stannade i två år, men 1830 uppkallades han till en av regeringens ledamöter och erhöll en varning, för en ur Journal des Débats översatt och i posttidningen intagen artikel mot de så kallade Juliordonnanderna. Arfwidsson lämnade då den officiella tidningen och inträdde som medarbetare i Aftonbladet där han under en tid redigerade avdelningen för litteratur och utrikes nyheter.
Där blev han emellertid oense med ägaren Lars Johan Hierta i politiska frågor och beslöt därför 1832 att tillsammans med sin svåger, Wilhelm Fredric Dalman, köpa Dagligt Allehanda. Man avsåg att arbeta upp tidningen som då var ett oansenligt annons- och notisblad och meningen var att Arfvidsson skulle svara för utrikespolitik och kulturbevakning. Men kort därefter dog hans första hustru Charlotta Lovisa Sjöborg, och smärtan av förlusten drev honom ut på olika resor, varifrån han sände hem reseskildringar och artiklar om konst och litteratur.

### Protokollssekreteraren
Arfwidsson drog sig tillbaka från den publicistiska banan 1839 och utnämndes 1840 till protokollssekreterare i Kunglig Majestäts kansli och tjänstgjorde vid riksarkivet 1825-1853 och i generaltullstyrelsens kansli 1847–1863. År 1844 fick han anställning som scenisk intendent vid Kungliga teatern, men lämnade den befattningen redan året därpå. 

### Översättaren
Arfwidsson har dessutom översatt arbeten av Byron och Shakespeare samt Ossians sånger, med kritisk inledning och noter.

## Priser och utmärkelser
- 1847 – Kungliga priset

### Översättningar
- Macpherson, James (1842-1846). Oisians sånger / efter gaeliska originalet och på dess vers-slag försvenskade, samt med en historisk-critisk inledning och noter försedde af Nils Arfwidsson. Stockholm: C.A. Bagge. Libris 523802
- Byron, George Gordon (1864). Sardanapalus : sorgespel i fem akter / försvenskat och för scenen behandladt af Nils Arfvidsson. Stockholm: Norstedt. Libris 10438098
- Joseph Christian von Zedlitz: Boja och krona eller Tassos öden : sorgespel i fem akter / efter v. Zedlitz's "Kerker und Krone" fritt behandlat af Nils Arfvidsson (Bagge, 1844)
- William Shakespeare: Köpmannen i Venedig (Beckman, 1854)

### Redaktörskap
- Börjesson, Johan (1873-1874). Johan Börjessons valda skrifter / med författarens biografi af N. Arfvidsson ; utgifne af L. Dietrichson. 1-2. Stockholm: Bonnier. Libris 8208293